# 藍絲帶獎 (船舶)

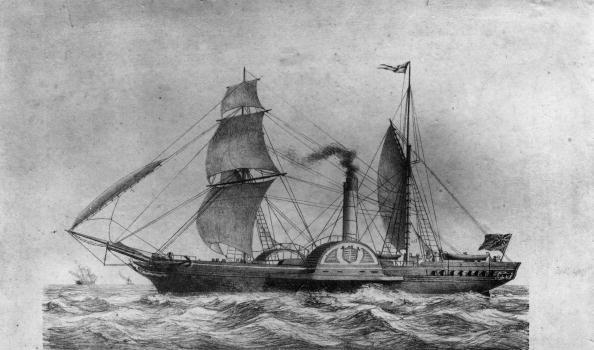
《Sirius》被認為是首艘獲得藍絲帶獎的輪船

藍絲帶獎（Blue Riband）是一個授予最快橫渡大西洋的船舶的獎項。這個獎項的名稱是來自於賽馬，並且直到1910年後才廣泛的被使用。由於不同船舶採用不同的路線橫渡大西洋，故所有紀錄均以船舶的平均速度為準，這已成為一個不明文規定。

## 外部連結
- . American VULKAN Corporation. 1998-07-20  [2008-01-02]. （原始内容存档于2007-11-13）.
- . Sea Containers Ltd. 2003  [2008-01-02]. （原始内容存档于2007-12-30）.